# 山打根穴鰍
山打根穴鰍為輻鰭魚綱鯉形目鰍科的其中一種，為熱帶淡水魚，分布於亞洲婆羅洲北部淡水流域，體長可達4.4公分，棲息在底層水域，生活習性不明。

## 扩展阅读
維基物種上的相關：山打根穴鰍